# Vuelta a España 2012
La Vuelta a España 2012, sessantasettesima edizione della corsa e valida come ventiduesima prova dell'UCI World Tour 2012, si è svolto in ventuno tappe dal 18 agosto al 9 settembre 2012, per un percorso di 3 281,6 km e che ha visto la vittoria di Alberto Contador in forza al Team Saxo Bank-Tinkoff Bank.

## Tappe
| Tappa  | Data         | Percorso                                       | km      | Vincitore di tappa | Leader cl. generale  |
| ------ | ------------ | ---------------------------------------------- | ------- | ------------------ | -------------------- |
| 1ª     | 18 agosto    | Pamplona (cron. a squadre)                     | 16,5    | Movistar Team      | Jonathan Castroviejo |
| 2ª     | 19 agosto    | Pamplona > Viana                               | 181,4   | John Degenkolb     | Jonathan Castroviejo |
| 3ª     | 20 agosto    | Faustino V > Eibar (Arrate)                    | 155,3   | Alejandro Valverde | Alejandro Valverde   |
| 4ª     | 21 agosto    | Baracaldo > Estación de Valdezcaray            | 160,6   | Simon Clarke       | Joaquim Rodríguez    |
| 5ª     | 22 agosto    | Logroño > Logroño                              | 168     | John Degenkolb     | Joaquim Rodríguez    |
| 6ª     | 23 agosto    | Tarazona > Jaca                                | 175,4   | Joaquim Rodríguez  | Joaquim Rodríguez    |
| 7ª     | 24 agosto    | Huesca > Alcañiz Motorland Aragón              | 164,2   | John Degenkolb     | Joaquim Rodríguez    |
| 8ª     | 25 agosto    | Lleida > Andorra Collada de la Gallina         | 174,7   | Alejandro Valverde | Joaquim Rodríguez    |
| 9ª     | 26 agosto    | Andorra la Vella > Barcellona                  | 196,3   | Philippe Gilbert   | Joaquim Rodríguez    |
|        | 27 agosto    | giorno di riposo                               |         |                    |                      |
| 10ª    | 28 agosto    | Ponteareas > Sanxenxo                          | 190     | John Degenkolb     | Joaquim Rodríguez    |
| 11ª    | 29 agosto    | Cambados > Pontevedra (cron. individuale)      | 39,4    | Fredrik Kessiakoff | Joaquim Rodríguez    |
| 12ª    | 30 agosto    | Vilagarcía de Arousa > Mirador de Ézaro        | 190,5   | Joaquim Rodríguez  | Joaquim Rodríguez    |
| 13ª    | 31 agosto    | Santiago di Compostela > Ferrol                | 172,8   | Stephen Cummings   | Joaquim Rodríguez    |
| 14ª    | 1º settembre | Palas de Rei > Puerto de Ancares               | 149,2   | Joaquim Rodríguez  | Joaquim Rodríguez    |
| 15ª    | 2 settembre  | La Robla > Lagos de Covadonga                  | 186,5   | Antonio Piedra     | Joaquim Rodríguez    |
| 16ª    | 3 settembre  | Gijón > Valgrande-Pajares Cuitunigru           | 183,5   | Dario Cataldo      | Joaquim Rodríguez    |
|        | 4 settembre  | giorno di riposo                               |         |                    |                      |
| 17ª    | 5 settembre  | Santander > Fuente Dé                          | 187,3   | Alberto Contador   | Alberto Contador     |
| 18ª    | 6 settembre  | Aguilar de Campoo > Valladolid                 | 204,5   | Daniele Bennati    | Alberto Contador     |
| 19ª    | 7 settembre  | Peñafiel > La Lastrilla                        | 178,4   | Philippe Gilbert   | Alberto Contador     |
| 20ª    | 8 settembre  | La Faisanera Golf. Segovia 21 > Bola del Mundo | 170,7   | Denis Men'šov      | Alberto Contador     |
| 21ª    | 9 settembre  | Cercedilla > Madrid                            | 115     | John Degenkolb     | Alberto Contador     |
| Totale | Totale       | Totale                                         | 3 281,6 |                    |                      |

## Squadre e corridori partecipanti
Alla Vuelta a España 2012 sono state invitate 22 squadre, le diciotto iscritte all'UCI ProTour più quattro formazioni con licenza Professional Continental, le spagnole Andalucía e Caja Rural, la francese Cofidis, le Crédit en Ligne e l'olandese Argos-Shimano.
| N.      | Cod. | Squadra                     |
| ------- | ---- | --------------------------- |
| 1-9     | MOV  | Movistar Team               |
| 11-19   | ALM  | AG2R La Mondiale            |
| 21-29   | ACG  | Andalucía                   |
| 31-39   | AST  | Astana Pro Team             |
| 41-49   | BMC  | BMC Racing Team             |
| 51-59   | CJR  | Caja Rural                  |
| 61-69   | COF  | Cofidis, le Crédit en Ligne |
| 71-79   | EUS  | Euskaltel-Euskadi           |
| 81-89   | FDJ  | FDJ-BigMat                  |
| 91-99   | GRS  | Garmin-Sharp                |
| 101-109 | KAT  | Katusha Team                |

| N.      | Cod. | Squadra                |
| ------- | ---- | ---------------------- |
| 111-119 | LAM  | Lampre-ISD             |
| 121-129 | LIQ  | Liquigas-Cannondale    |
| 131-139 | LTB  | Lotto-Belisol Team     |
| 141-149 | OPQ  | Omega Pharma-Quickstep |
| 151-159 | OGE  | Orica-GreenEDGE        |
| 161-169 | RAB  | Rabobank Cycling Team  |
| 171-179 | RNT  | RadioShack-Nissan      |
| 181-189 | SKY  | Sky Procycling         |
| 191-199 | ARG  | Argos-Shimano          |
| 201-209 | STB  | Saxo Bank              |
| 211-219 | VCD  | Vacansoleil-DCM        |

## Dettaglio delle tappe

### 1ª tappa
- 18 agosto: Pamplona – Cronometro a squadre – 16,2 km

Risultati
| Pos. | Squadra                | Tempo  |
| ---- | ---------------------- | ------ |
| 1    | Movistar Team          | 18'51" |
| 2    | Omega Pharma-Quickstep | a 10"  |
| 3    | Rabobank Cycling Team  | s.t.   |

| Pos. | Corridore            | Squadra       | Tempo  |
| ---- | -------------------- | ------------- | ------ |
| 1    | Jonathan Castroviejo | Movistar Team | 18'51" |
| 2    | Javier Moreno        | Movistar Team | s.t.   |
| 3    | Beñat Intxausti      | Movistar Team | s.t.   |

DescrizioneLa prima tappa, una cronometro a squadre, della Vuelta di Spagna vede il successo della Movistar Team di capitan Valverde. Il leader della generale e prima maglia rossa è Jonathan Castroviejo. 

### 2ª tappa
- 19 agosto: Pamplona > Viana – 180 km

Risultati
| Pos. | Corridore      | Squadra        | Tempo    |
| ---- | -------------- | -------------- | -------- |
| 1    | John Degenkolb | Argos          | 4h38'40" |
| 2    | Allan Davis    | GreenEDGE      | s.t.     |
| 3    | Ben Swift      | Sky Procycling | s.t.     |

| Pos. | Corridore            | Squadra       | Tempo    |
| ---- | -------------------- | ------------- | -------- |
| 1    | Jonathan Castroviejo | Movistar Team | 4h57'31" |
| 2    | Nairo Quintana       | Movistar Team | s.t.     |
| 3    | Javier Moreno        | Movistar Team | s.t.     |

Descrizione
Arrivo allo sprint nella seconda frazione. È il tedesco John Degenkolb ad aggiudicarsi la tappa, che ha portato la carovana rossa da Pamplona a Viana, precedendo Allan Davis.  Invariata la classifica generale con Jonathan Castroviejo che mantiene la maglia roja. 

### 3ª tappa
- 20 agosto: Faustino V > Alto de Arrate – 153 km

Risultati
| Pos. | Corridore          | Squadra        | Tempo    |
| ---- | ------------------ | -------------- | -------- |
| 1    | Alejandro Valverde | Movistar Team  | 3h49'37" |
| 2    | Joaquim Rodríguez  | Katusha Team   | s.t.     |
| 3    | Chris Froome       | Sky Procycling | s.t.     |

| Pos. | Corridore          | Squadra       | Tempo    |
| ---- | ------------------ | ------------- | -------- |
| 1    | Alejandro Valverde | Movistar Team | 8h46'56" |
| 2    | Beñat Intxausti    | Movistar Team | a 18"    |
| 3    | Joaquim Rodríguez  | Katusha Team  | a 19"    |

Descrizione
Arrivano le prime asperità alla Vuelta e subito grande battaglia tra i big. I quattro probabili vincitori della corsa - Contador, Valverde, Rodriguez e Froome - restano da soli al comando a meno di dieci chilometri da Éibar. L'arrivo in volata premia Valverde che regola lo spint, diventando anche leader della generale. 

### 4ª tappa
- 21 agosto: Baracaldo > Estación de Valdezcaray – 155,4 km

Risultati
| Pos. | Corridore    | Squadra      | Tempo    |
| ---- | ------------ | ------------ | -------- |
| 1    | Simon Clarke | GreenEDGE    | 4h30'26" |
| 2    | Tony Martin  | Omega Pharma | a 2"     |
| 3    | Asan Bazaev  | Astana       | a 22"    |

| Pos. | Corridore         | Squadra        | Tempo     |
| ---- | ----------------- | -------------- | --------- |
| 1    | Joaquim Rodríguez | Katusha Team   | 13h18'45" |
| 2    | Chris Froome      | Sky Procycling | a 1"      |
| 3    | Alberto Contador  | Saxo Bank      | a 5"      |

Descrizione
La quarta tappa è appannaggio di Simon Clarke che vince sul compagno di fuga Tony Martin. Joaquim Rodríguez diventa invece il nuovo leader della classifica generale. L'australiano conquista anche la maglia a pois blu. Il catalano ha scavalcato Valverde, che è rimasto coinvolto in una caduta a una quarantina di km dal traguardo. 

### 5ª tappa
- 22 agosto: Logroño > Logroño – 168 km

Risultati
| Pos. | Corridore       | Squadra       | Tempo    |
| ---- | --------------- | ------------- | -------- |
| 1    | John Degenkolb  | Argos         | 4h10'37" |
| 2    | Daniele Bennati | RadioShack    | s.t.     |
| 3    | Gianni Meersman | Lotto-Belisol | s.t.     |

| Pos. | Corridore         | Squadra        | Tempo     |
| ---- | ----------------- | -------------- | --------- |
| 1    | Joaquim Rodríguez | Katusha Team   | 17h29'22" |
| 2    | Chris Froome      | Sky Procycling | a 1"      |
| 3    | Alberto Contador  | Saxo Bank      | a 5"      |

Descrizione
A Logroño ancora successo in volata per John Degenkolb che anticipa di un soffio Bennati. Invariata la classifica generale con Rodriguez in maglia roja. 

### 6ª tappa
- 23 agosto: Tarazona > Jaca – 174,8 km

Risultati
| Pos. | Corridore          | Squadra        | Tempo    |
| ---- | ------------------ | -------------- | -------- |
| 1    | Joaquim Rodríguez  | Katusha Team   | 4h35'22" |
| 2    | Chris Froome       | Sky Procycling | a 5"     |
| 3    | Alejandro Valverde | Movistar Team  | a 10"    |

| Pos. | Corridore         | Squadra        | Tempo     |
| ---- | ----------------- | -------------- | --------- |
| 1    | Joaquim Rodríguez | Katusha Team   | 22h04'32" |
| 2    | Chris Froome      | Sky Procycling | a 10"     |
| 3    | Alberto Contador  | Saxo Bank      | a 36"     |

Descrizione
La sesta tappa prevede l'arrivo in salita a Jaca: è Rodriguez a vincere. Il catalano stacca gli altri quattro protagonisti nel finale. A pagar il maggior dazio è Contador che perde quasi venti secondi. L'abbuono rafforza ulteriormente il vantaggio di Purito in classifica generale. 

### 7ª tappa
- 24 agosto: Huesca > Alcañiz Motorland Aragón – 164,2 km

Risultati
| Pos. | Corridore      | Squadra   | Tempo    |
| ---- | -------------- | --------- | -------- |
| 1    | John Degenkolb | Argos     | 3h48'30" |
| 2    | Elia Viviani   | Liquigas  | s.t.     |
| 3    | Allan Davis    | GreenEDGE | s.t.     |

| Pos. | Corridore         | Squadra        | Tempo     |
| ---- | ----------------- | -------------- | --------- |
| 1    | Joaquim Rodríguez | Katusha Team   | 25h53'04" |
| 2    | Chris Froome      | Sky Procycling | a 10"     |
| 3    | Alberto Contador  | Saxo Bank      | a 36"     |

Descrizione
Ancora arrivo di gruppo e terzo sprint vincente di John Degenkolb che anticipa di un soffio l'italiano Viviani sul traguardo di Alcañiz. Nessuna variazione in classifica generale con Rodriguez al comando con 10" su Froome e 36" suContador. 

### 8ª tappa
- 25 agosto: Lleida > Andorra Collada de la Gallina (Andorra) – 175 km

Risultati
| Pos. | Corridore          | Squadra       | Tempo    |
| ---- | ------------------ | ------------- | -------- |
| 1    | Alejandro Valverde | Movistar Team | 4h06'39" |
| 2    | Joaquim Rodríguez  | Katusha Team  | s.t.     |
| 3    | Alberto Contador   | Saxo Bank     | s.t.     |

| Pos. | Corridore         | Squadra        | Tempo     |
| ---- | ----------------- | -------------- | --------- |
| 1    | Joaquim Rodríguez | Katusha Team   | 29h59'35" |
| 2    | Chris Froome      | Sky Procycling | a 33"     |
| 3    | Alberto Contador  | Saxo Bank      | a 40"     |

Descrizione
Tappa avvincente con arrivo a Collada de la Gallina. I soliti quattro protagonisti si danno battaglia nell'ennesimo arrivo in salita della Vuelta. È Contador che scatta, a meno di un chilometro dall'arrivo, lasciando sul posto gli altri tre. Il ritorno alla vittoria, dopo la squalifica, sembra cosa fatta per il corridore madrileno ma, proprio a pochi metri dalla conclusione, Rodriguez e Valverde lo superano. Sarà Valverde a vincere con Purito secondo. Froome paga 15". In classifica generale Rodriguez aumenta così il vantaggio sullo stesso Froome ed anche, grazie all'abbuono, su Contador. 

### 9ª tappa
- 26 agosto: Andorra la Vella (Andorra) > Barcellona – 194 km

Risultati
| Pos. | Corridore         | Squadra      | Tempo    |
| ---- | ----------------- | ------------ | -------- |
| 1    | Philippe Gilbert  | BMC          | 4h45'28" |
| 2    | Joaquim Rodríguez | Katusha Team | s.t.     |
| 3    | Paolo Tiralongo   | Astana       | a 7"     |

| Pos. | Corridore         | Squadra        | Tempo     |
| ---- | ----------------- | -------------- | --------- |
| 1    | Joaquim Rodríguez | Katusha Team   | 34h44'55" |
| 2    | Chris Froome      | Sky Procycling | a 53"     |
| 3    | Alberto Contador  | Saxo Bank      | a 1'00"   |

Descrizione
Nella nona tappa con arrivo a Barcellona ritrova il successo Philippe Gilbert. Le emozioni non mancano neanche in questa frazione. È infatti Rodriguez, assieme al belga, a fare la differenza sullo strappo conclusivo. Al terzo posto giunge Paolo Tiralongo. In generale Purito allunga ancora in classifica. Froome è ad oltre cinquanta secondi mentre Contador paga già un minuto. 

### 10ª tappa
- 28 agosto: Ponteareas > Sanxenxo – 166,4 km

Risultati
| Pos. | Corridore       | Squadra    | Tempo    |
| ---- | --------------- | ---------- | -------- |
| 1    | John Degenkolb  | Argos      | 4h47'24" |
| 2    | Nacer Bouhanni  | FDJ-BigMat | s.t.     |
| 3    | Daniele Bennati | RadioShack | s.t.     |

| Pos. | Corridore         | Squadra        | Tempo     |
| ---- | ----------------- | -------------- | --------- |
| 1    | Joaquim Rodríguez | Katusha Team   | 39h32'23" |
| 2    | Chris Froome      | Sky Procycling | a 53"     |
| 3    | Alberto Contador  | Saxo Bank      | a 1'00"   |

Descrizione
Dopo il primo giorno di riposo, alla decima tappa della Vuelta, c'è ancora spazio per le ruote veloci. L'arrivo allo sprint a Sanxenxo premia, ancora una volta, John Degenkolb. Il tedesco cala il poker. Bennati  chiude al terzo posto. In classifica generale tutto resta invariato con Joaquim Rodríguez padrone della Vuelta. 

### 11ª tappa
- 29 agosto: Cambados > Pontevedra – Cronometro individuale – 40 km

Risultati
| Pos. | Corridore          | Squadra        | Tempo  |
| ---- | ------------------ | -------------- | ------ |
| 1    | Fredrik Kessiakoff | Astana         | 52'36" |
| 2    | Alberto Contador   | Saxo Bank      | a 17"  |
| 3    | Chris Froome       | Sky Procycling | a 39"  |

| Pos. | Corridore         | Squadra        | Tempo     |
| ---- | ----------------- | -------------- | --------- |
| 1    | Joaquim Rodríguez | Katusha Team   | 40h26'15" |
| 2    | Alberto Contador  | Saxo Bank      | a 1"      |
| 3    | Chris Froome      | Sky Procycling | a 16"     |

Descrizione
Nell'undicesima tappa alla Vuelta è in programma l'unica cronometro individuale della corsa: favoriti d'obbligo Froome e Contador. Invece la cronometro va a Fredrik Kessiakoff. Il portacolori dell'Astana Pro Team si impone per la prima volta in un grande giro. Contador, solo secondo, non riesce a strappare la maglia rossa a Rodriguez che si difende sorprendentemente. 

### 12ª tappa
- 30 agosto: Vilagarcía de Arousa > Mirador de Ézaro – 184,6 km

Risultati
| Pos. | Corridore          | Squadra       | Tempo    |
| ---- | ------------------ | ------------- | -------- |
| 1    | Joaquim Rodríguez  | Katusha Team  | 4h24'32" |
| 2    | Alberto Contador   | Saxo Bank     | a 8"     |
| 3    | Alejandro Valverde | Movistar Team | a 13"    |

| Pos. | Corridore         | Squadra        | Tempo     |
| ---- | ----------------- | -------------- | --------- |
| 1    | Joaquim Rodríguez | Katusha Team   | 44h50'35" |
| 2    | Alberto Contador  | Saxo Bank      | a 13"     |
| 3    | Chris Froome      | Sky Procycling | a 51"     |

Descrizione
La dodicesima tappa prevede l'arrivo in salita a Mirador de Ezaro. Joaquim Rodríguez concede il bis, vincendo la frazione per distacco. Contador chiude al secondo posto e deve rimandare, ancora, l'appuntamento con la vittoria. Purito consolida così il primato strenuamente difeso, il giorno precedente, nella prova contro il tempo. 

### 13ª tappa
- 31 agosto: Santiago di Compostela > Ferrol – 172,8 km

Risultati
| Pos. | Corridore           | Squadra        | Tempo    |
| ---- | ------------------- | -------------- | -------- |
| 1    | Stephen Cummings    | BMC            | 4h05'02" |
| 2    | Cameron Meyer       | GreenEDGE      | a 5"     |
| 3    | Juan Antonio Flecha | Sky Procycling | s.t.     |

| Pos. | Corridore         | Squadra        | Tempo     |
| ---- | ----------------- | -------------- | --------- |
| 1    | Joaquim Rodríguez | Katusha Team   | 48h56'17" |
| 2    | Alberto Contador  | Saxo Bank      | a 13"     |
| 3    | Chris Froome      | Sky Procycling | a 51"     |

Descrizione
La tredecisma tappa vede protagonista una fuga da lontano. Stephen Cummings si impone per distacco sul traguardo di Ferrol. Il britannico beffa i compagni di fuga anticipando la volata. In classifica generale Joaquim Rodríguez resta in rosso. 

### 14ª tappa
- 1º settembre: Palas de Rei > Puerto de Ancares – 149,2 km

Risultati
| Pos. | Corridore          | Squadra       | Tempo    |
| ---- | ------------------ | ------------- | -------- |
| 1    | Joaquim Rodríguez  | Katusha Team  | 4h10'28" |
| 2    | Alberto Contador   | Saxo Bank     | a 5"     |
| 3    | Alejandro Valverde | Movistar Team | a 13"    |

| Pos. | Corridore         | Squadra        | Tempo     |
| ---- | ----------------- | -------------- | --------- |
| 1    | Joaquim Rodríguez | Katusha Team   | 53h06'33" |
| 2    | Alberto Contador  | Saxo Bank      | a 22"     |
| 3    | Chris Froome      | Sky Procycling | a 1'41"   |

Descrizione
La quattordicesima tappa vede il tris di Rodriguez. Purito si dimostra sempre più leader incontrastato di questa edizione della Vuelta. È ancora Contador ad attaccare ripetutamente, anche se senza mai riuscire ad andarsene. Ai meno due chilometri dall'arrivo, però, sembra esserci la svolta. Il madrileno si toglie di ruota i tre rivali grazie ad un'accelerazione decisa. La maglia rossa non ci sta e con uno scatto all'ultimo chilometro va a riprendere Contador, ormai in debito di forze, e lo batte allo sprint. Rodriguez è sempre più leader. Per Contador, che perde tappa e secondi in classifica, è l'ennesima beffa in pochi giorni. Froome, pur mantenendo il terzo posto in classifica, paga un pesante dazio.  Archiviato il 2 settembre 2012 in Internet Archive.

### 15ª tappa
- 2 settembre: La Robla > Lagos de Covadonga – 186,5 km

Risultati
| Pos. | Corridore      | Squadra      | Tempo    |
| ---- | -------------- | ------------ | -------- |
| 1    | Antonio Piedra | Caja Rural   | 5h01'23" |
| 2    | Rubén Pérez    | Euskaltel    | a 2'02"  |
| 3    | Lloyd Mondory  | AG2R La Mon. | s.t.     |

| Pos. | Corridore          | Squadra       | Tempo     |
| ---- | ------------------ | ------------- | --------- |
| 1    | Joaquim Rodríguez  | Katusha Team  | 58h17'21" |
| 2    | Alberto Contador   | Saxo Bank     | a 22"     |
| 3    | Alejandro Valverde | Movistar Team | a 1'41"   |

Descrizione
Il "tappone" con arrivo, in salita, a Lagos de Covadonga sorride stavolta ai fuggitivi. È infatti Antonio Piedra, uno degli uomini in fuga, ad imporsi sul prestigioso traguardo. Per quanto concerne la lotta per la maglia roja è il solito Contador a tentare ripetuti attacchi. Il madrileno, però, non riesce mai a togliersi di ruota né Rodriguez e neppure Valverde che, approfittando della crisi di Froome, sale sul podio virtuale. Rodriguez, quindi, che si è difeso con gran autorevolezza, resta leader della generale. 

### 16ª tappa
- 3 settembre: Gijón > Valgrande-Pajares Cuitunigru – 183,5 km

Risultati
| Pos. | Corridore         | Squadra      | Tempo    |
| ---- | ----------------- | ------------ | -------- |
| 1    | Dario Cataldo     | Omega Pharma | 5h18'28" |
| 2    | Thomas De Gendt   | Vacansoleil  | a 7"     |
| 3    | Joaquim Rodríguez | Katusha Team | a 2'39"  |

| Pos. | Corridore          | Squadra       | Tempo     |
| ---- | ------------------ | ------------- | --------- |
| 1    | Joaquim Rodríguez  | Katusha Team  | 63h38'24" |
| 2    | Alberto Contador   | Saxo Bank     | a 28"     |
| 3    | Alejandro Valverde | Movistar Team | a 2'04"   |

Descrizione
La sedicesima frazione, terza ed ultima del terribile trittico, con arrivo sull'insidioso Cuitunigru, sorride per ai colori italiani. Grazie a una fuga da lontano a trionfare è Dario Cataldo che batte il compagno di avventura Thomas De Gendt. Solita bagarre per la leadership, con Contador sempre più agguerrito. Nonostante i ripetuti attacchi, però, Rodriguez resiste; anzi il catalano stacca il madrileno, nel finale, andandosi a prendere l'abbuono ed aumentando il vantaggio in classifica. Crollo definitivo di Froome, che ora dovrà difendere il quarto posto, mentre Valverde cede solo pochi secondi ai due big. 

### 17ª tappa
- 5 settembre: Santander > Fuente Dé – 187,3 km

Risultati
| Pos. | Corridore          | Squadra        | Tempo    |
| ---- | ------------------ | -------------- | -------- |
| 1    | Alberto Contador   | Saxo Bank      | 4h29'20" |
| 2    | Alejandro Valverde | Movistar Team  | a 6"     |
| 3    | Sergio Henao       | Sky Procycling | s.t.     |

| Pos. | Corridore          | Squadra       | Tempo     |
| ---- | ------------------ | ------------- | --------- |
| 1    | Alberto Contador   | Saxo Bank     | 68h07'54" |
| 2    | Alejandro Valverde | Movistar Team | a 1'52"   |
| 3    | Joaquim Rodríguez  | Katusha Team  | a 2'28"   |

Descrizione
Dopo l'ultimo giorno di riposo ecco l'arrivo di Fuente Dé: salita quasi collinare, non molto impegnativa. In teoria, con alle spalle i tre tapponi precedenti, la frazione pareva essere adatta a fughe da lontano. Invece arriva la svolta. Contador attacca sorprendentemente, ad oltre 50 km dall'arrivo, in un terreno a lui poco congeniale. Grazie al supporto dei compagni di squadra riesce, ben presto, ad allungare sul gruppo di Rodriguez poco sostenuto dalla sua Katusha. Il catalano, nella salita finale, viene staccato pure da Valverde che, per poco, non riesce a rinvenire sullo stesso Contador. Il madrileno ritrova così la vittoria, la prima dopo la squalifica, e conquista la maglia rossa. Purito viene scalzato anche, ad opera proprio di Valverde, dalla seconda piazza.

### 18ª tappa
- 6 settembre: Aguilar de Campoo > Valladolid – 204,5 km

Risultati
| Pos. | Corridore       | Squadra        | Tempo    |
| ---- | --------------- | -------------- | -------- |
| 1    | Daniele Bennati | RadioShack     | 4h17'17" |
| 2    | Ben Swift       | Sky Procycling | s.t.     |
| 3    | Allan Davis     | GreenEDGE      | s.t.     |

| Pos. | Corridore          | Squadra       | Tempo     |
| ---- | ------------------ | ------------- | --------- |
| 1    | Alberto Contador   | Saxo Bank     | 72h25'21" |
| 2    | Alejandro Valverde | Movistar Team | a 1'52"   |
| 3    | Joaquim Rodríguez  | Katusha Team  | a 2'28"   |

Descrizione
Dopo la miriade di montagne la diciottesima tappa, con arrivo a Valladolid, sembra essere un'occasione per i velocisti. Il gruppo riesce a neutralizzare la fuga di giornata e così si arriva allo sprint. È Bennati a trovare il successo beffando, al fotofinish, Ben Swift. Per l'aretino arriva la cinquantesima vittoria in carriera, la sesta alla Vuelta e la prima di un travagliato 2012. In generale nessuna novità con Contador in maglia roja. 

### 19ª tappa
- 7 settembre: Peñafiel > La Lastrilla – 178,4 km

Risultati
| Pos. | Corridore          | Squadra       | Tempo    |
| ---- | ------------------ | ------------- | -------- |
| 1    | Philippe Gilbert   | BMC           | 4h56'25" |
| 2    | Alejandro Valverde | Movistar Team | s.t.     |
| 3    | Daniel Moreno      | Katusha Team  | s.t.     |

| Pos. | Corridore          | Squadra       | Tempo     |
| ---- | ------------------ | ------------- | --------- |
| 1    | Alberto Contador   | Saxo Bank     | 77h21'49" |
| 2    | Alejandro Valverde | Movistar Team | a 1'35"   |
| 3    | Joaquim Rodríguez  | Katusha Team  | a 2'21"   |

Descrizione
La diciannovesima tappa con arrivo a La Lastrilla è l'ultima prima della terribile Bola del Mundo che, probabilmente, deciderà la Vuelta. Il muro finale premia Gilbert che ha la meglio su Valverde. Per il belga arriva la seconda vittoria in questa edizione della corsa a tappe iberica. Rodriguez è solo quarto battuto anche dal compagno di squadra Daniel Moreno. In classifica generale Contador cede qualche secondo, con Valverde che si porta a 1'35" e Purito a 2'21". 

### 20ª tappa
- 8 settembre: La Faisanera Golf. Segovia 21 > Bola del Mundo – 170,7 km

Risultati
| Pos. | Corridore      | Squadra        | Tempo    |
| ---- | -------------- | -------------- | -------- |
| 1    | Denis Men'šov  | Katusha Team   | 4h48'48" |
| 2    | Richie Porte   | Sky Procycling | a 17"    |
| 3    | Kevin De Weert | Omega Pharma   | a 42"    |

| Pos. | Corridore          | Squadra       | Tempo     |
| ---- | ------------------ | ------------- | --------- |
| 1    | Alberto Contador   | Saxo Bank     | 82h14'52" |
| 2    | Alejandro Valverde | Movistar Team | a 1'16"   |
| 3    | Joaquim Rodríguez  | Katusha Team  | a 1'37"   |

Descrizione
Alla ventesima frazione si arriva sulla temuta Bola del Mundo, la salita più impegnativa della Vuelta. Per Rodriguez e Valverde è l'ultima occasione per insidiare la maglia rossa Contador. La tappa vede l'acuto del russo Denis Men'šov che batte il compagno di fuga, Richie Porte. Nella lotta per la Vuelta è Rodriguez ad attaccare e distanziare Contador. Il madrileno, raggiunto anche da Valverde, perde terreno ma non crolla. Contador ipoteca così la sua seconda Vuelta, Purito non riesce neppure a riprendersi la seconda posizione. 

### 21ª tappa
- 9 settembre: Cercedilla > Madrid – 115 km

Risultati
| Pos. | Corridore       | Squadra    | Tempo    |
| ---- | --------------- | ---------- | -------- |
| 1    | John Degenkolb  | Argos      | 2h44'57" |
| 2    | Elia Viviani    | Liquigas   | s.t.     |
| 3    | Daniele Bennati | RadioShack | s.t.     |

| Pos. | Corridore          | Squadra       | Tempo     |
| ---- | ------------------ | ------------- | --------- |
| 1    | Alberto Contador   | Saxo Bank     | 84h59'49" |
| 2    | Alejandro Valverde | Movistar Team | a 1'16"   |
| 3    | Joaquim Rodríguez  | Katusha Team  | a 1'37"   |

Descrizione
Passerella finale a Madrid con consueta volata di gruppo. John Degenkolb fa pokerissimo, centrando la quinta vittoria allo sprint, regolando gli italiani Viviani e Bennati. Alberto Contador conquista la sua seconda Vuelta e il suo quinto grande giro ufficiale: un bottino sfoltito dalla squalifica che lo ha privato di un Tour e di un Giro. Valverde, che mantiene la seconda posizione, sfila a Rodriguez anche la maglia verde e la maglia bianca. Simon Clarke, invece, vince la classifica degli scalatori conquistando la maglia a pois blu. Il migliore degli italiani è Rinaldo Nocentini diciottesimo. 

## Evoluzione delle classifiche
| Tappa              | Vincitore          | Classifica generale Maglia rossa | Classifica a punti Maglia verde | Classifica della montagna Maglia a pois | Classifica combinata Maglia bianca | Classifica a squadre  | Premio combattività |
| ------------------ | ------------------ | -------------------------------- | ------------------------------- | --------------------------------------- | ---------------------------------- | --------------------- | ------------------- |
| 1ª                 | Movistar Team      | Jonathan Castroviejo             | non attribuita                  | non attribuita                          | non attribuita                     | Movistar Team         | Imanol Erviti       |
| 2ª                 | John Degenkolb     | Jonathan Castroviejo             | John Degenkolb                  | Javier Chacón                           | Javier Chacón                      | Movistar Team         | Javier Aramendia    |
| 3ª                 | Alejandro Valverde | Alejandro Valverde               | Alejandro Valverde              | Pim Ligthart                            | Alejandro Valverde                 | Movistar Team         | Philippe Gilbert    |
| 4ª                 | Simon Clarke       | Joaquim Rodríguez                | Simon Clarke                    | Simon Clarke                            | Joaquim Rodríguez                  | Rabobank Cycling Team | Luis Ángel Maté     |
| 5ª                 | John Degenkolb     | Joaquim Rodríguez                | John Degenkolb                  | Simon Clarke                            | Joaquim Rodríguez                  | Rabobank Cycling Team | Javier Chacón       |
| 6ª                 | John Degenkolb     | Joaquim Rodríguez                | John Degenkolb                  | Simon Clarke                            | Joaquim Rodríguez                  | Sky Procycling        | Thomas De Gendt     |
| 7ª                 | Joaquim Rodríguez  | Joaquim Rodríguez                | John Degenkolb                  | Simon Clarke                            | Joaquim Rodríguez                  | Sky Procycling        | Javier Aramendia    |
| 8ª                 | Alejandro Valverde | Joaquim Rodríguez                | John Degenkolb                  | Alejandro Valverde                      | Joaquim Rodríguez                  | Rabobank Cycling Team | Javier Aramendia    |
| 9ª                 | Philippe Gilbert   | Joaquim Rodríguez                | Joaquim Rodríguez               | Alejandro Valverde                      | Joaquim Rodríguez                  | Rabobank Cycling Team | Javier Chacón       |
| 10ª                | John Degenkolb     | Joaquim Rodríguez                | John Degenkolb                  | Alejandro Valverde                      | Joaquim Rodríguez                  | Rabobank Cycling Team | Javier Aramendia    |
| 11ª                | Fredrik Kessiakoff | Joaquim Rodríguez                | John Degenkolb                  | Alejandro Valverde                      | Joaquim Rodríguez                  | Rabobank Cycling Team | Fredrik Kessiakoff  |
| 12ª                | Joaquim Rodríguez  | Joaquim Rodríguez                | Joaquim Rodríguez               | Alejandro Valverde                      | Joaquim Rodríguez                  | Rabobank Cycling Team | Mikel Astarloza     |
| 13ª                | Stephen Cummings   | Joaquim Rodríguez                | Joaquim Rodríguez               | Alejandro Valverde                      | Joaquim Rodríguez                  | Rabobank Cycling Team | Juan Antonio Flecha |
| 14ª                | Joaquim Rodríguez  | Joaquim Rodríguez                | Joaquim Rodríguez               | Simon Clarke                            | Joaquim Rodríguez                  | Rabobank Cycling Team | Juan Manuel Gárate  |
| 15ª                | Antonio Piedra     | Joaquim Rodríguez                | Joaquim Rodríguez               | Simon Clarke                            | Joaquim Rodríguez                  | Movistar Team         | Antonio Piedra      |
| 16ª                | Dario Cataldo      | Joaquim Rodríguez                | Joaquim Rodríguez               | Simon Clarke                            | Joaquim Rodríguez                  | Movistar Team         | Dario Cataldo       |
| 17ª                | Alberto Contador   | Alberto Contador                 | Joaquim Rodríguez               | Simon Clarke                            | Joaquim Rodríguez                  | Movistar Team         | Alberto Contador    |
| 18ª                | Daniele Bennati    | Alberto Contador                 | Joaquim Rodríguez               | Simon Clarke                            | Joaquim Rodríguez                  | Movistar Team         | Gatis Smukulis      |
| 19ª                | Philippe Gilbert   | Alberto Contador                 | Joaquim Rodríguez               | Simon Clarke                            | Joaquim Rodríguez                  | Movistar Team         | Ji Cheng            |
| 20ª                | Denis Men'šov      | Alberto Contador                 | Joaquim Rodríguez               | Simon Clarke                            | Joaquim Rodríguez                  | Movistar Team         | Simon Clarke        |
| 21ª                | John Degenkolb     | Alberto Contador                 | Alejandro Valverde              | Simon Clarke                            | Alejandro Valverde                 | Movistar Team         | non assegnato       |
| Classifiche finali | Classifiche finali | Alberto Contador                 | Alejandro Valverde              | Simon Clarke                            | Alejandro Valverde                 | Movistar Team         | Alberto Contador    |

Maglie indossate da altri ciclisti in caso di due o più maglie vinte
- Nella 3ª tappa Javier Aramendia indossò la maglia bianca al posto di Javier Chacón.
- Nella 4ª tappa John Degenkolb indossò la maglia verde e Joaquim Rodríguez quella bianca al posto di Alejandro Valverde.
- Nella 5ª tappa Pim Ligthart indossò la maglia a pois al posto di Simon Clarke.
- Dalla 5ª all'8ª tappa Alejandro Valverde indossò la maglia bianca al posto di Joaquim Rodríguez.
- Dalla 9ª all'11ª tappa Chris Froome indossò la maglia bianca al posto di Joaquim Rodríguez.
- Nella 10ª tappa John Degenkolb indossò la maglia verde al posto di Joaquim Rodríguez.
- Dalla 12ª alla 17ª tappa Alberto Contador indossò la maglia bianca al posto di Joaquim Rodríguez.
- Dalla 13ª alla 14ª tappa John Degenkolb indossò la maglia verde al posto di Joaquim Rodríguez.
- Dalla 15ª alla 17ª tappa Alejandro Valverde indossò la maglia verde al posto di Joaquim Rodríguez.
- Dalla 18ª alla 21ª tappa Alejandro Valverde indossò la maglia bianca al posto di Joaquim Rodríguez.

## Classifiche finali

### Classifica generale - Maglia rossa
| Pos. | Corridore          | Squadra        | Tempo     |
| ---- | ------------------ | -------------- | --------- |
| 1    | Alberto Contador   | Saxo Bank      | 84h59'49" |
| 2    | Alejandro Valverde | Movistar Team  | a 1'16"   |
| 3    | Joaquim Rodríguez  | Katusha Team   | a 1'37"   |
| 4    | Chris Froome       | Sky Procycling | a 10'16"  |
| 5    | Daniel Moreno      | Katusha Team   | a 11'29"  |
| 6    | Robert Gesink      | Rabobank       | a 12'23"  |
| 7    | Andrew Talansky    | Garmin-Sharp   | a 13'28"  |
| 8    | Laurens ten Dam    | Rabobank       | a 13'41"  |
| 9    | Igor Antón         | Euskaltel      | a 14'01"  |
| 10   | Beñat Intxausti    | Movistar Team  | a 16'13"  |

### Classifica a punti - Maglia verde
| Pos. | Corridore          | Squadra       | Punti |
| ---- | ------------------ | ------------- | ----- |
| 1    | Alejandro Valverde | Movistar Team | 199   |
| 2    | Joaquim Rodríguez  | Katusha Team  | 193   |
| 3    | Alberto Contador   | Saxo Bank     | 161   |
| 4    | John Degenkolb     | Argos         | 149   |
| 5    | Daniele Bennati    | Liquigas      | 107   |

### Classifica scalatori - Maglia a pois
| Pos. | Corridore          | Squadra       | Punti |
| ---- | ------------------ | ------------- | ----- |
| 1    | Simon Clarke       | GreenEDGE     | 63    |
| 2    | David de la Fuente | Caja Rural    | 40    |
| 3    | Joaquim Rodríguez  | Katusha Team  | 36    |
| 4    | Thomas De Gendt    | Vacansoleil   | 33    |
| 5    | Alejandro Valverde | Movistar Team | 31    |

### Classifica combinata - Maglia bianca
| Pos. | Corridore          | Squadra        | Punti |
| ---- | ------------------ | -------------- | ----- |
| 1    | Alejandro Valverde | Movistar Team  | 8     |
| 2    | Joaquim Rodríguez  | Katusha Team   | 8     |
| 3    | Alberto Contador   | Saxo Bank      | 10    |
| 4    | Chris Froome       | Sky Procycling | 30    |
| 5    | Daniel Moreno      | Katusha Team   | 48    |

### Classifica a squadre
| Pos. | Squadra               | Tempo      |
| ---- | --------------------- | ---------- |
| 1    | Movistar Team         | 254h52'49" |
| 2    | Euskaltel-Euskadi     | a 9'40"    |
| 3    | AG2R La Mondiale      | a 20'19"   |
| 4    | Rabobank Cycling Team | a 23'48"   |
| 5    | Sky Procycling        | a 26'55"   |